# Pseudanomalon hugin
Pseudanomalon hugin är en stekelart som beskrevs av Ian D. Gauld och Mitchell 1976. Pseudanomalon hugin ingår i släktet Pseudanomalon och familjen brokparasitsteklar. Inga underarter finns listade i Catalogue of Life.